# Gliesekatalogen
Gliesekatalogen över stjärnor i närheten av solsystemet är en modern stjärnkatalog med stjärnor som ligger inom 25 parsec (81,54 ljusår) från jorden.

## Första upplagan och tillägg
År 1957 publicerade den tyska astronomen Wilhelm Gliese sin första stjärnkatalog med 915 kända stjärnor inom 20 parsec (65 ljusår) från jorden, där han listade deras kända egenskaper och geografiskt ordnade efter rektascension. Stjärnor i den första katalogen betecknas genom kodning som GL NNN, där N representerar ett löpnummer baserat på denna ordning.
Gliese publicerade en uppdatering av katalogen 1969, med alla kända stjärnor ut till 22 parsec (72 ljusår), vilken katalogiserade 1 529 stjärnor, kodade som Gl NNN.NA (prefix Gl och uppgifterna från tolv år tidigare fick en .0-affix; de mer än 500 ytterligare stjärnorna registrerades med användning av numrering 0,1, 0,2 etc.). Denna lista numrerades därför från 1.0 till 915.0 eftersom inga stjärnor anges efter 915.0. och behöll en strikt rektascesionsordning.
Ett tillägg som publicerades 1970 av Richard van der Riet Woolley och medarbetare, utökade intervallet till 25 parsec (82 ljusår). Detta tillägg har lagt till katalognummer i området 9001–9850 med det nu avskrivna Wo-prefixet och delar idag GJ-prefixet som ges till den senare serien av katalogerna.

## Efterföljande utgåvor
Gliese publicerade i samarbete med Hartmut Jahreiß en förlängning till den andra upplagan av katalogen 1979. Den kombinerade katalogen benämns nu vanligtvis Gliese – Jahreiß (GJ) -katalogen. Denna katalog publicerades med två tabeller:
- Tabell 1 använder beteckningarna GJ NNNN för poster som är numrerade 1000–1294 för bekräftade stjärnor i närheten.

- Tabell 2 använder beteckningarna GJ NNNN för poster som är numrerade 2001–2159 för misstänkta stjärnor i närheten. [5]

Efterpubliceringen av denna katalog anges alla stjärnor i den kombinerade katalogen och efterföljande tillägg med det föredragna GJ-prefixet.
Gliese publicerade den tredje katalogen för stjärnor i närheten (CNS3) 1991, återigen i samarbete med Hartmut Jahreiß. Listan innehåller nu information om mer än 3 800 stjärnor. Även om katalogen är betecknad som preliminär är den fortfarande den som används nu. Denna katalog visar totalt 3 803 stjärnor. De flesta av dessa stjärnor hade redan GJ-nummer, men det fanns också 1 388 stjärnor som inte var numrerade. Eftersom ingen slutlig version har kommit (2019) har behovet av att ge dessa 1 388 något namn resulterat i att de har numrerats 3001–4388 (NN-nummer, för "inget namn"), och datafiler i denna katalog inkluderar nu vanligtvis dessa nummer, även om de inte används så ofta.
En onlineversion av katalogen som gjordes av Hartmut Jahreiß 1998 är tillgänglig från Astronomisches Rechen-Institut, Heidelberg som ARICNS.
De olika versionerna av katalogen återspeglar förändringen i publikationsmedierna från tryck till elektronisk, formatet för de flesta andra stora kataloger. Den senaste nästan fullständiga uppdateringen av katalogerna publicerades 2010. Denna uppdatering gav reviderade J2000, epok 2000-koordinater korskontrollerade med 2MASS-källor där det var möjligt.